# Asparagus microraphis
Asparagus microraphis — вид рослин із родини холодкових (Asparagaceae).

## Біоморфологічна характеристика
Це багаторічний кущ 40–200 см заввишки.

## Середовище проживання
Ареал: ПАР, Лесото.